# Dynastie hassidique de Tsanz

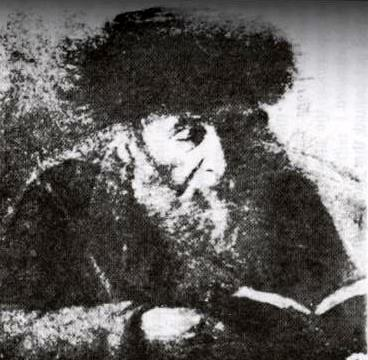
Rabbin Chaim Halberstam de Sanz, (1793-1876)

La Dynastie hassidique de Tsanz est  fondée aux  dix-neuvième siècle par Hayim ben Aryeh Leib Halberstam (1797/99-1876} de  Nowy Sącz (les hassidim se réfèrent  à l'endroit que Tsanz) dans l'ouest de la Galicie, qui faisait alors partie de l'Empire austro-hongrois. De nombreuses ramifications de la dynastie sont encore actives aujourd'hui.

## Différentes ramifications

### Bobov
- Grand Rabbi Haim Halberstam(1793–1876), de Sanz.
  - Rabbi Mayer Noson Halberstam (1827–1855).
    - Grand Rabbi Shlomo Halberstam(1847–1905), premier Bobover Rebbe auteur du Ateres Shlomo.
      - Grand Rabbi Ben Zion Halberstam (1874–1941), Second Bobover Rebbe auteur du  Kedushas Tzion.
        - Grand Rabbi Shlomo Halberstam(1907–2000), Troisième Bobover Rebbe.
          - Grand Rabbi Naftali Tzvi Halberstam (1931–2005) quatrième  Bobover Rebbe.
            - Grand Rabbi Mordechai Dovid Unger (né en 1954) Bobover Rebbe
            - Grand Rabbi Ben Zion Aryeh Leibish Halberstam (né en 1955)  Bobover Rebbe

### Sanz-Gribov
- Grand Rabbi Haim Halberstam de  Sanz
  - Rabbi Aaron Halberstam,  (1826-1903), Sanzer Rav;  
    - Rabbi Arye Leibish Halberstam,  (1852-1935), Sanzer Rav
      - Rabbi Mordechai Zev Halberstam, (1882-1942), Sanzer Rav
        - Rabbi Boruch Halberstam,(1903-1942), Gribover Rav
          - Rabbi Naftali Halberstam, Sanz-Gribover Rebbe à Boro Park